# ليندا روث وليامز
ليندا روث وليامز (بالإنجليزية: Linda Ruth Williams)‏ هي ناقدة سينمائية بريطانية، ولدت في 16 أبريل 1961 في المملكة المتحدة.

## وصلات خارجية
- ليندا روث وليامز على موقع IMDb (الإنجليزية)
- ليندا روث وليامز على موقع روتن توميتوز (الإنجليزية)
- ليندا روث وليامز على موقع قاعدة بيانات الفيلم (الإنجليزية)